# Brandon (Queensland)
Pour les articles homonymes, voir Brandon.
Brandon est une ville rurale et une localité du comté de Burdekin, Queensland, Australie. Lors du recensement de 2016, Brandon avait une population de 1 094 personnes.
Le bureau de poste de Brandon a ouvert le 6 septembre 1883. 
L'école provisoire de Brandon a ouvert dans la ville le 9 avril 1888. Elle est devenue l'école d'État de Brandon le 11 juillet 1898. 
L'école d'État de Kalamia a ouvert à côté du moulin à sucre de Kalamia le 18 juillet 1928. 